# Яня Молер
Йован Стергиевич или по-известен като Яня Молер (на сръбски: Јован Стергејевић, Јања Молер) е възрожденски зограф от Македония, работил в Княжество Сърбия.

## Биография
Роден е в Македония, тогава в Османската империя и най-вероятно е с влашки произход, тъй като често се подписва на гръцки език. Емигрира в Сърбия около 1820 година и се установява в Крагуевац. Печели доверието на княз Милош Обренович. Рисува в Ягодина, Пожаревац, Крагуевац и дори в придворната църква „Свети Дух“ в Крагуевац. Иконите му имат обилие от злато и интезивни червени и зелени цветове.
Участва в изписването на задужбината на Милош църквата „Света Троица“ в Рипан в 1823 година. Заедно с Михаило Зограф, който вероятно е Михаил Константинович, рисува в 1824 - 1825 година в „Свети Йоан Кръстител“ в Накучани.
Яня Молер е автор на иконостасите на няколко дървени църкви. В 1829 година изписва дървената църква „Свети Илия“ в Бързан. От 1831 до 1832 година, според приложническите надписи на престолните икони, изписва и иконостаса на дървената църква „Св. св. Петър и Павел“ в Лозовик. Автор е а иконостаса и на „Свети Илия“ в Смедеревска паланка и на „Света Троица“ в Селевац. Негов е и старият иконостас на „Свети Архангел Гавриил“ в Багърдан, пренесен от старата дървена църква, както и иконостасът на дървената „Света Параскева“ в Лапово и на дървената „Свети Архангел Гавриил“ в Осипаоница.
В 1832 - 1834 година изписва първия иконостас за „Св. св. Петър и Павел“ в Топчидер - 13 празнични, 13 апостолски и 9 престолни икони.
В 1841 година изписва иконостаса в „Св. св. Петър и Павел“ Ягнило. Негови са и старите царски двери от „Свети Димитър“ във Велика Иванча.
Умира в 1841 година.